# Не говори ни слова (фильм, 2003)
«Не говори ни слова» (англ. Sssshhh…) — индийский слэшер, поставленный режиссёром Паваном С. Каулом. Главные роли исполнили дебютантка Таниша Мукерджи, Дино Мореа и Каран Натх. Кинолента является ремейком голливудского фильма «Крик». Премьера состоялась 24 октября 2003 года.

## Сюжет
Однажды поздно вечером в пустом развлекательном центре девушку Малини и её парня Санни жестоко убивает ножом некто в чёрном одеянии и клоунской маске.
Шесть месяцев спустя комиссар Камат сообщает убитой горем Мехек, сестре Малини, что дело её родственницы никак не продвигается, поскольку злодей не оставил улик, а также предупреждает: в таких случаях преступник ждёт, пока всё нормализуется, а затем снова начинает действовать.
В магазине Мехек отвечает на звонок. Это тот самый убийца. В ужасе девушка бросает трубку. В стенах здания она встречает молодого человека. По-прежнему напуганной случившимся, ей мерещится, что этот парень собирается напасть на неё с ножом. Однако на самом деле он просто хочет вернуть владелице забытую сумочку.
В колледже Мехек рассказывает друзьям о встрече с симпатичным молодым человеком. В это же время приходит Сурадж, тот самый парень в магазине, который перевёлся из Дели, и знакомится с остальными ребятами: Рокки, Раджатом, Гехной, Рией и Никхилом.
В раздевалке Мехек делится с подругой своими переживаниями: она никак не может понять, почему так поступили с Малини, а сейчас запугивают её саму. Но та успокаивает девушку, что, возможно, это звонил местный хулиган. Оставшись одна, Мехек слышит голос убийцы. В ужасе она кричит и роняет из рук сумку, из которой выпадает содержимое. Когда девушка собирает всё обратно, за её спиной появляется убийца, готовый напасть на свою жертву с ножом. Но в этот момент заходит преподавательница психологии миссис Рой — и ему приходится спрятаться. Мехек уходит, а женщина слышит чей-то кашель. Подозревая, что там прячется парень, она пытается открыть дверь кабинки туалета, но ей в лицо вонзают нож.
Приезжает полиция. Копы подозревают, что убийца миссис Рой и убийца Малини — один и тот же человек. Собравшись рядом с местом преступления, студенты ведут себя странно. Рокки шутит, что теперь ему не придётся сдавать психологию. А Сурадж пугается, когда полиция просит его наступить рядом с кровавым следом от обуви, который оставил убийца (всё совпадает — 8 размер ноги).
Мехек начинает сближаться с Сураджем, в то время как её друг детства Рокки страдает по ней.
Однажды поздно вечером, будучи в доме одна, Мехек замечает нечто странное. Вскоре перед ней появляется убийца. Девушка убегает, запирается в комнате и звонит в полицию. Преступник выламывает дверь. Между ним и жертвой начинается борьба, в ходе которой Мехек сбивает своего преследователя столом и тот обжигается огнём из камина. Убийца убегает, выбив окно. Снова услышав подозрительные звуки, девушка выбегает из дома и наталкивается на Сураджа. Она замечает на его руке часы, те самые, которые видела на руке преступника, когда тот ломил дверь. Приезжает полиция и Мехек указывает на предполагаемого убийцу. Парня арестовывают, найдя чёрное одеяние и клоунскую маску.
Чтобы развеселить подругу детства, Рокки устраивает у себя вечеринку. Раджат находит обувь хозяина дома и обнаруживает, что есть ботинки как 9 размера, так и 8.
Когда Мехек и Гехна уезжают, снова звонит клоун и даёт понять, что посадили невиновного. Внезапно перед ними появляется и сам преступник. Гехна резко сворачивает и от сильного удара теряет сознание, когда машина падает в реку. Мехек выбирается наружу и кричит, зовя на помощь. На девушку нападет убийца, но её спасает Сурадж, которого отпустили, так как у него оказалось алиби. Полиция пытается застрелить преступника, однако тот прыгает в воду и исчезает.
В колледж снова приходит комиссар Камат, расследующий дело Малини и миссис Рой. Он сообщает о продолжающихся поисках убийцы, а также об исчезновении Атула, парня из их учебного заведения. Коп замечает, что Рокки простыл, словно недавно искупался в холодной воде.
Мехек просит прощения у Сураджа. В кофейне девушка рассказывает ему свою историю. Когда она была маленькой, отец ушёл из семьи к другой женщине, а два года назад погиб в автокатастрофе.
Мехек начинает сходить с ума: сначала убийца приходит к ней во сне, затем он мерещится ей днём. Чтобы отвлечь подругу, друзья решают все вместе поехать в Таиланд. Ребятам удаётся купить билеты по низкой цене, однако сейчас улететь могут только Мехек и Сурадж, а остальным придётся подождать двое суток.
Тем временем полиция вытаскивает из реки тело в чёрном одеянии и клоунской маске. Им оказывается без вести пропавший Атул. Вскрытие показывает, что парень погиб не от утопления, а от удушья (его сделали козлом отпущения). Маму же Мехек убивает настоящий преступник.
В Бангкоке после инцидента в отеле друзей выгоняют с вещами посреди ночи. Ребята решают поехать на остров, где прекрасно проводят время.
Раджат советует Рокки признаться Мехек в своих чувствах. Последний решает так и поступить. Парень заходит в одну из хижин, но встречает там уже давно влюблённую в него Гехну. Девушка настойчиво лезет к нему, однако он отталкивает её.
В Таиланд приезжает комиссар Камат в поисках Мехек.
Во время игры в волейбол из-за Рокки Гехна получает травму ноги. Ребята переносят подругу в хижину, а сами идут в душ. Внезапно перед девушкой предстаёт убийца. Пытаясь отбиться, она случайно сдвигает с него маску и приходит в ужас, увидев, кто это.
Гуляя по джунглям, ребята натыкаются на дерево, на котором вырезано изображение с клоунской маской. Вернувшись обратно, они обнаруживают, что Гехны нет. Но есть записка от неё: она решила уехать одна.
Мучимая кошмарами, Мехек просыпается и видит убийцу. В ужасе она выбегает из хижины и просит помощи у Раджата. Ребята запираются. Парень пытается успокоить подругу, говоря, что ей всё просто приснилось. В это время, разбив окно, убийца перерезает Раджату горло. Мехек убегает и зовёт на помощь Сураджа и Рокки. Тем временем, гуляя по пляжу, Рия и Никхил обнаруживают в воде труп Гехны. Из-за прилива оставшиеся в живых решают подождать до утра, держась вместе, а затем уехать.
Проснувшись, ребята обнаруживают, что их катер исчез: кто-то перерезал верёвку якоря. Друзья сооружают плот и уплывают. Внезапно «судно» не выдерживает — и все падают в воду. Рия, которая не умеет плавать, начинает тонуть — и в этот момент некто перерезает ей горло.
Ребята возвращаются на берег. У Мехек случается истерика, а Никхил, будучи в гневе от потери любимой, бежит в джунгли, чтобы найти убийцу. Позже Рокки идёт искать друга. Услышав крики, прибегают Мехек и Сурадж. Они видят, что Никхил мёртв, а футболка Рокки перепачкана кровью. Парни начинают драться. В это время на катере приплывают комиссар Камат и инспектор Акаш Ратход и разнимают ребят. Мехек спрашивает о своей маме, но по взгляду полицейского понимает, что её тоже убили. Из-за шторма всем снова приходится подождать следующего дня, чтобы уехать.
Проснувшись утром, Мехек видит Рокки. Парень признаётся ей в любви. Но она, считая его убийцей, не верит ему. Девушка убегает, запирая его в хижине. По дороге Мехек спотыкается о труп Камата. Она вбегает в домик Сураджа — и на неё падает человек в костюме убийцы. В последнего кто-то стреляет. Это Сурадж. Услышав выстрелы, Рокки выламывает дверь и бежит на помощь. Сняв с трупа маску, он видит перед собой инспектора Ратхода. Парень начинает истерично смеяться, а затем предлагает подруге быть с ним. В этот момент Сурадж стреляет в Рокки. Мехек спрашивает, зачем это, на что тот раскрывает свою истинную сущность.
В ужасе девушка убегает. Сурадж догоняет её и рассказывает собственную историю. Оказывается, отец Мехек изнасиловал его мать, после чего та покончила с собой. А спустя 8 месяцев то же самое сделал и папа. Тогда появилось желание отомстить семье, которая разрушила их жизнь. Сначала подстроили аварию отца Мехек, спустя время убили её сестру, а потом и мать. От остальных же жертв пришлось избавиться как от свидетелей. Сурадж привязывает девушку вверх ногами к дереву. Перед тем, как убить её, он раскрывает последнюю деталь: на самом деле убийц было двое (второй — это его младший брат). Приходит клоун и снимает маску: это Раджат (в тот раз они только инсценировали его смерть).
Когда братья собираются убить свою последнюю жертву, внезапно появляется всё ещё живой Рокки. Одного он оглушает, а в другого стреляет. Затем парень помогает любимой развязать ноги. В это время Сурадж приходит в себя. Увидев брата мёртвым, он нападает на Рокки. Полностью освободившись от верёвок, девушка вонзает в спину злодея нож, тем самым убивая его.
В финале Мехек и Рокки, обнявшись, уплывают на катере.

## В ролях
- Таниша Мукерджи[англ.] — Мехек Гуджрал
- Дино Мореа — Рокки[3]
- Каран Натх[англ.] — Сурадж Рай
- Гаурат Капур[англ.] — Раджат Рай
- Симона Сингх[англ.] — Малини Гуджрал, сестра Мехек
- Майя Алагх[англ.] — миссис Гуджрал, маnm Мехек и Малини
- Суварна Джха[англ.] — Гехна
- Кушал Пунджаби[англ.] — Никхил
- Тина Чаудхари — Рия
- Шаукат Баиг[англ.] — Мурли Мансукхани, директор колледжа
- Савита Баджадж — библиотекарь колледжа
- Али Хан[англ.] — инспектор Акаш Ратход
- Шиваджи Сатам[англ.] — комиссар Камат

## Музыка
Закадровую музыку к фильму написал Салим Сулейман, мелодию к песням − Ану Малик, а слова − Раахат Индори, Йогеш, Правин Бхардвадж и Дев Кохли
| № | Оригинальное название | Исполнитель(ница)                |
| - | --------------------- | -------------------------------- |
| 1 | Dheere Dheere Hua     | Алка Ягник, Андан Сами           |
| 2 | Ishq Da Maara         | Сунидхи Чаухан, Сукхвиндер Сингх |
| 3 | Kab Mera Haal-E-Dil   | Сону Нигам                       |
| 4 | Sapney                | Сону Нигам, Алка Ягник           |
| 5 | Mohabbat main Yeh Kya | Шаан                             |
| 6 | Tera Mera Dil         | Сону Нигам, Алка Ягник           |

## Производство
Во время съёмок в Манали Таниша, Дино Мореа, Каран Натх и режиссёр фильма попали в аварию, в результате которой актриса получила сотрясение мозга.

## Критика
Индийский кинокритик и торговый аналитик Таран Адарш из Bollywood Hungama поставил фильму 2 звезды из 5 за «…слабый сценарий, чрезмерную длину, а самое главное — недоработанную кульминацию», при этом похвалив работу режиссёра, оператора и композиторов. О самих же актёрах отозвался следующим образом: «Таниша — хорошая актриса. <…> Но ей нужно поработать над подачей своих реплик, а также тем, как она смотрится в целом. <…> Дино Мореа играет лучше, чем в своих предыдущих фильмах <…> У Карана Натха роль более колоритная и играет он её убедительно».
Картина также провалилась в прокате.